# Cabrera-szigeti vár
A cabrera-szigeti vár a Spanyolországhoz tartozó Baleár-szigetek egyik több évszázados műemléke, ma turisztikai látványosság.

## Története
Az első erődítmény, valószínűleg egy torony, valamikor a 14. század végén épülhetett ezen a helyszínen: erről egy 1410-ben íródott dokumentum is már említést tesz. Célja akkor és a következő évszázadokban is az volt, hogy a szigetet esetlegesen megtámadó kalózok ellen nyújtson védelmet, illetve hogy az őrség közeledő kalózhajók esetén tűz- és füstjelekkel figyelmeztesse a Mallorca szigetén talalálható legközelebbi torony, a La Rápita településen található Son Durí-torony személyzetét. Az erődítményt a 16. században érték a leghevesebb támadások, ezért több újjá- és átépítési munkát is kellett rajta végezni.
1716-ban a hivatásos hadsereg katonái települtek le az erődben. 1809 és 1814 között Napóleon katonái használták, hadikórházat rendeztek be benne és itt élt Damià Estelrich pap is. Ezekből az időkből származik egy falba bevésett felirat: Fleury, Grapain prisonnier en 1809 et 1810, azaz „Fleury és Grapain, foglyok 1809-ben és 1810-ben”. Járványok idején a várat karanténhelyszínül is használták.

## Leírás
Az építmény a Baleár-szigetekhez tartozó Cabrera szigetének északi részén, egy nagyobb félsziget nyugati partján található, közigazgatásilag azonban a Mallorcán található Palma de Mallorcához tartozik.
A vár legkönnyebben Mallorcáról hajóval közelíthető meg, számos helyi társaság foglalkozik azzal, hogy a turistákat ideszállítsa, de ahhoz, hogy felmenjenek a várba, a nemzeti parktól kapott engedélyre is szükség van. Ez a helyi kikötőben beszerezhető.

## Képek

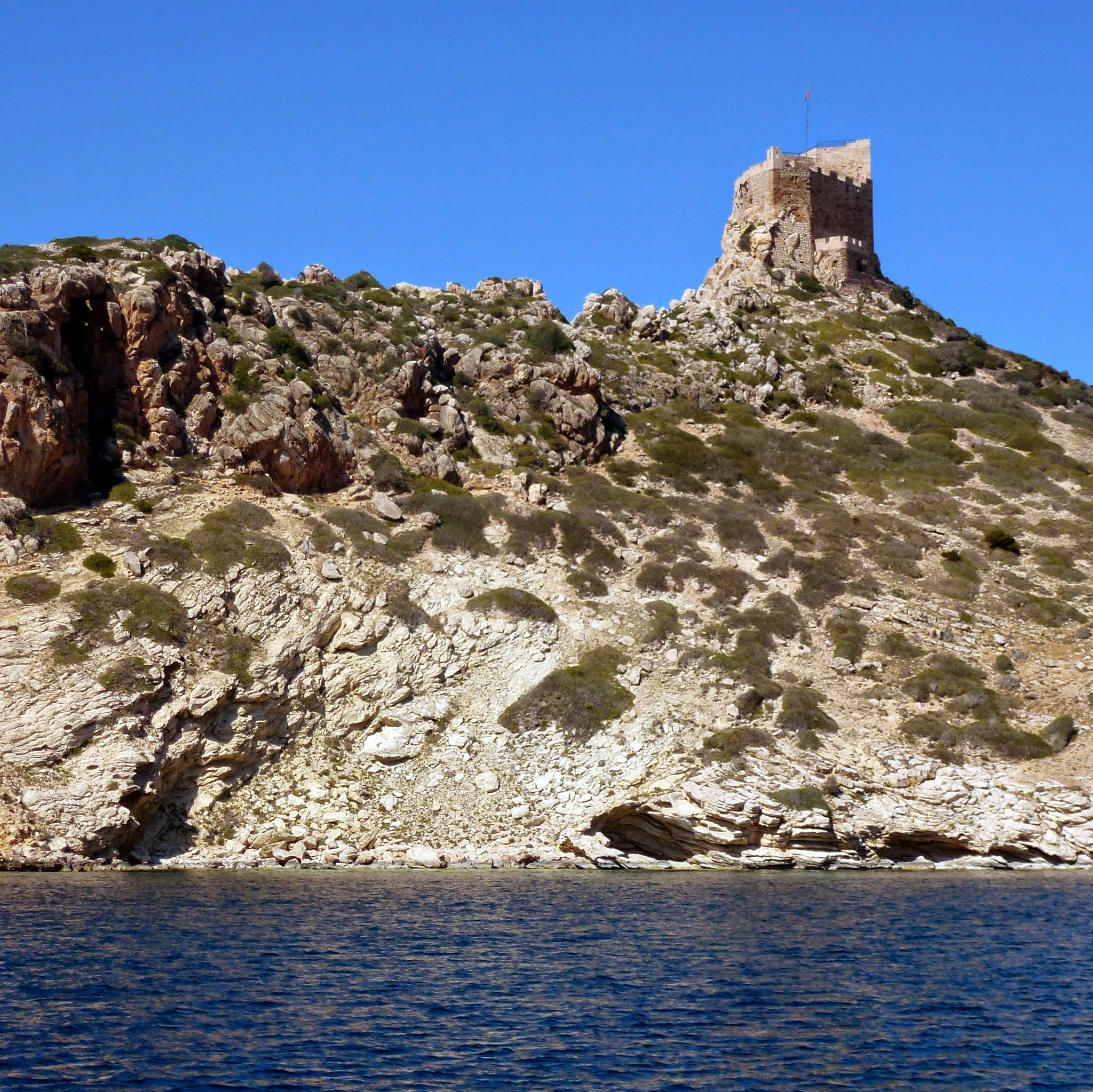
A vár és környezete
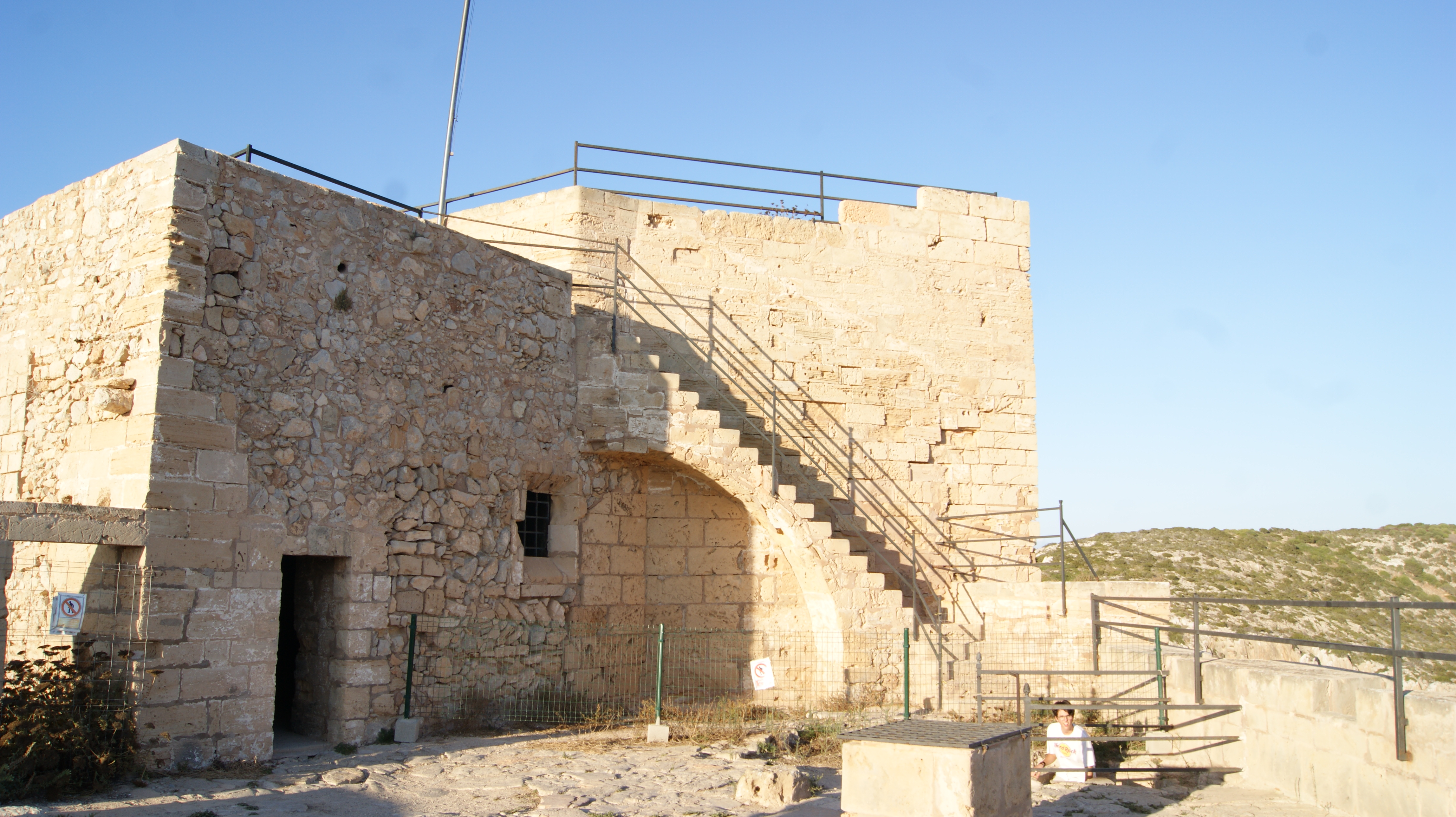
Épületrészlet
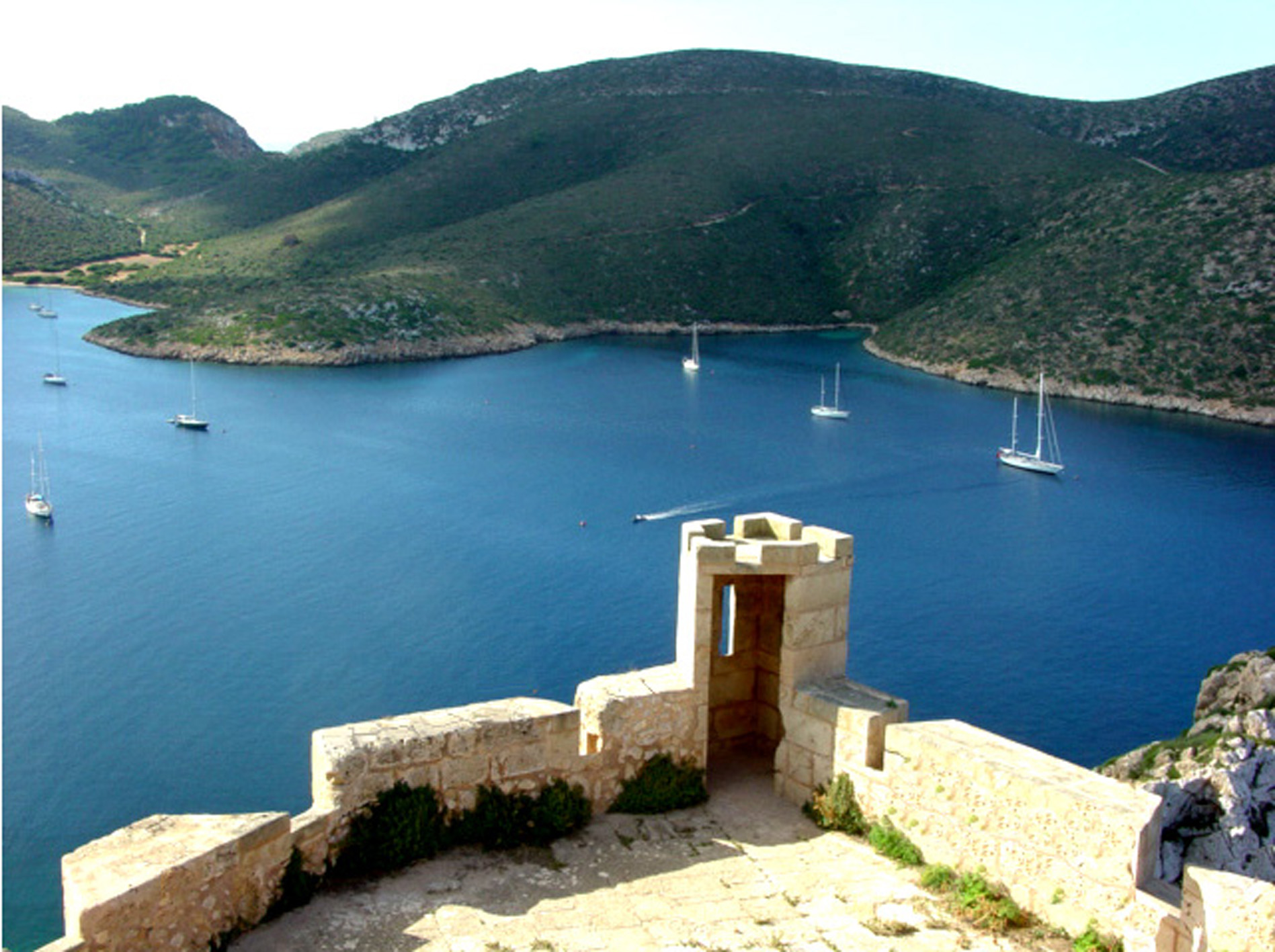
Kilátás a várból
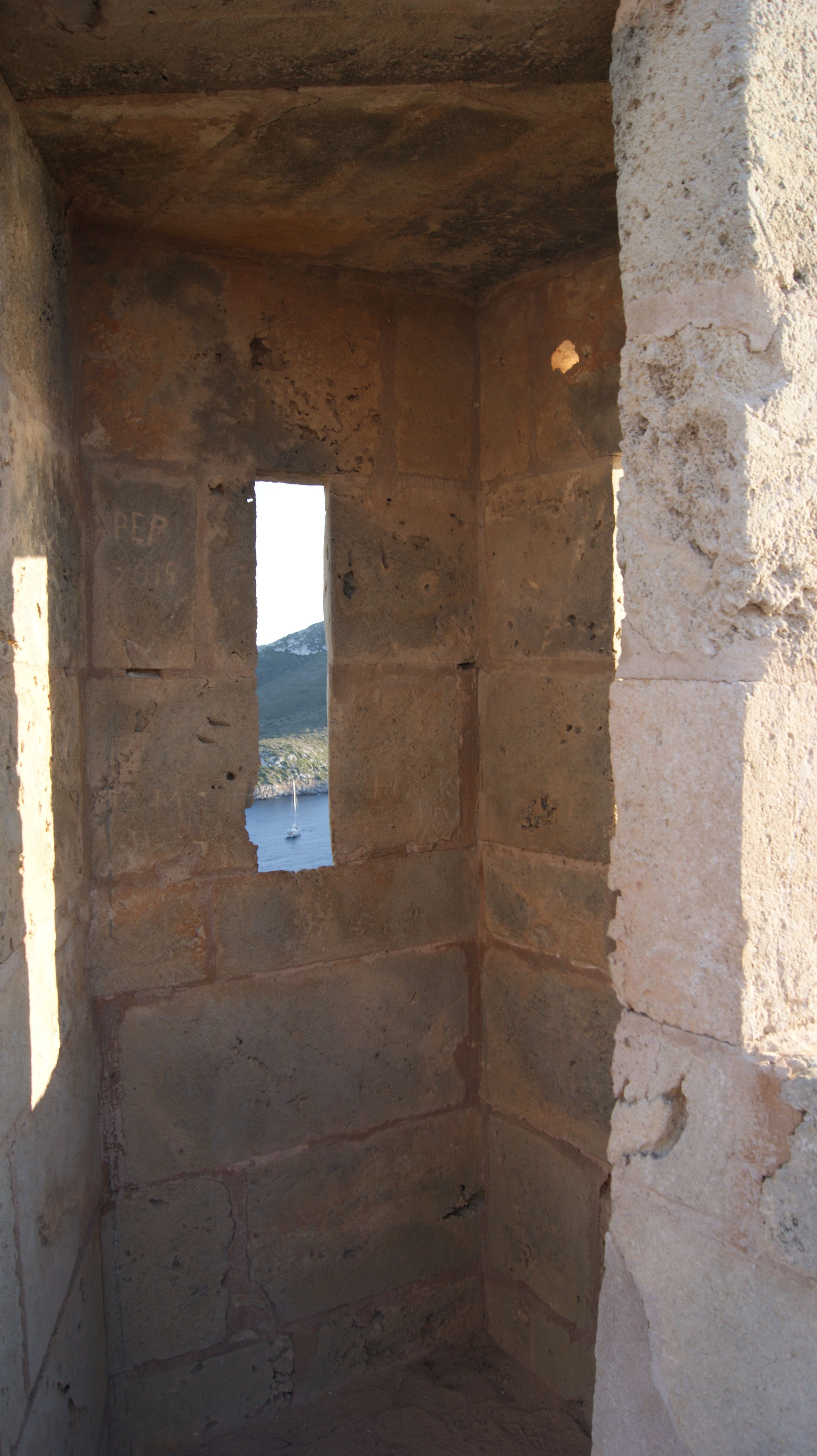
Lőrés